# Alysicarpus longifolius
Alysicarpus longifolius là một loài thực vật có hoa trong họ Đậu. Loài này được (Spreng.) Wight & Arn. miêu tả khoa học đầu tiên.

## Hình ảnh

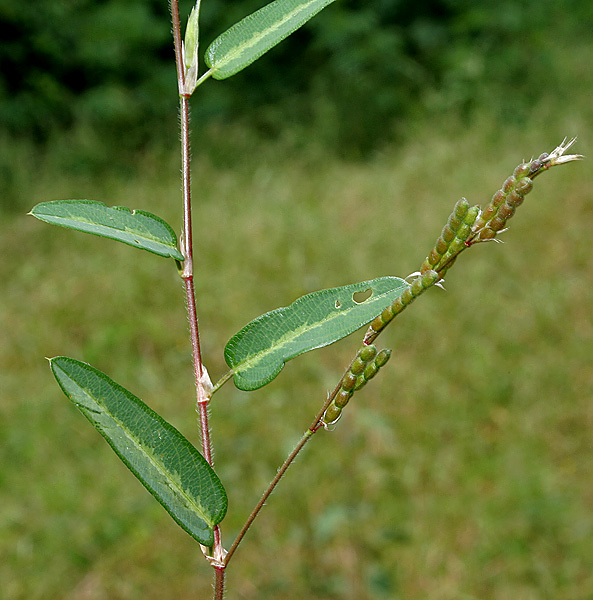